# Гейкинг, Густав Эдуардович фон
Густав Эдуардович фон Гейкинг (Густав-Карл-Фридрих Эдуардович фон Гейкинг) (1835, Курляндская губерния — 29 мая 1878 года Киев Российская империя) — адъютант Киевского губернского жандармского управления, штабс-ротмистр Отдельного корпуса жандармов, барон (с 1875).

## Биография
Родился в 1835 году в семье дворян Курляндской губернии. Принадлежал к древнему и знатному баронскому роду фон Гейкингов.
Воспитывался в Орловском кадетском корпусе.
После производства в офицеры направлен в лёгкую кавалерию. Служил в Александрийском гусарском полку. Участвовал в Крымской войне в боевых действиях на берегах Дуная в ходе военной кампании 1854 года.
Вышел в отставку в обер-офицерском чине, поселился в Киеве.
Устроился чиновником в Киевском губернском акцизном управлении.
В 1867 году женился на Софии Михайловне Бердяевой (р. 1838), дочери Михаила Николаевича Бердяева (1791—1861) — генерал-лейтенанта, начальника штаба Войска Донского, героя Отечественной войны 1812 года, кавалера многих орденов.
В 1874 году получил предложение принять должность адъютанта Киевского губернского жандармского управления и дал согласие.
24 мая 1878 года в Киеве на улице был тяжело ранен кинжалом революционером-народником, членом организации «Земля и воля» Григорием Попко.
29 мая 1878 года от полученной раны скончался в киевской больнице.
Похоронен 3 июня 1878 года с воинскими почестями при стечении множества народа.

## Обстоятельства убийства
В среду 24 мая 1878 года около 23 часов 30 минут, террорист Григорий Попко поджидал прогуливавшегося перед сном по свежему воздуху барона Гейкинга на углу Крещатика и Бульварной улицы. Гейкинг прогуливался со знакомым чиновником Вощининым. Пользуясь ночными сумерками, убийца вплотную пристроился сзади. И все же профессиональным взглядом штабс-ротмистр его заприметил и даже опознал, но о мерах личной безопасности почему-то не подумал.

«Повернув с Крещатинской улицы на Бульварную и пройдя несколько шагов по тротуару, возле забора дома купца Некрасова, В.<ощинин> заметил, что Гейкинг, говоривший в это время очень оживленно, вдруг покачнулся назад, а затем судорожно раскрыл рот и замолчал. На вопрос В.<ощинина>, что с Гейкингом, последний сказал не сразу: „Меня убили, — ловите убийцу“.
Повернувшись лицом к бульвару, В.<ощинин> только тогда заметил шагах в сорока от себя убегающего убийцу, который во время разговора В.<ощинина> с Гейкингом успел тихо подкрасться сзади и нанести Гейкингу кинжалом рану возле поясницы».
На крик о помощи откликнулись несколько прохожих. Одному из них, 15-летнему подростку Фёдору Процкину удалось догнать убийцу, который выстрелил из револьвера в Фёдора в упор, чудом пуля не задела подростка. Фёдор прекратил преследование.
Приехавший в Киев на заработки крестьянин Филипп Виленский (он же — Брянцов), вышел убегающему террористу наперерез. За несколько шагов Попко остановился, тщательно прицелился и хладнокровно выстрелил. Виленского убило наповал. Попко не менее хладнокровно, в упор разрядил револьвер в настигшего его было городового Чижа. Первая пуля навылет прошла через правую руку, вторая — через левую ногу городового. Затем террорист скрылся на плохо освещённой Алексеевской улице и исчез во тьме.

## Современники о Гейкинге
«Он [барон Г. Э. Гейкинг] был в высшей степени гуманный человек. Его квартира была приютом для задержанных политических преступников, где они всегда были согреты, накормлены; их близкие и родственники встречали у него всегда слово утешения. Он никогда не хотел видеть в преступнике вполне испорченного человека и всегда верил в возможность его исправления. От того никто из них не испытывал на себе грубого обращения, напротив, изысканная вежливость и гуманность его по отношению к ним должны остаться в памяти тех, кто имел с ним дело. Он верил в честность и благородство заблуждающейся молодежи. Горько ошибался он, глубоко честный и высокогуманный человек».
«Покойный барон Гейкинг принадлежал к разряду редких людей по своим душевным качествам. Отказывая себе во многом, он старался делиться с ближними последним, несмотря на скудные свои средства. Кроме добра другим он ничего не делал. Это подтвердят как все знавшие лично покойного близко, так равно те, с которыми покойный встречался на своем тяжелом служебном поприще…».

## Мотивы убийства
После предотвращения Чигиринского восстания жандармы начали проводить дознание. В их руки попала серьёзная информация об организаторах восстания. Испугавшись, что полученная информация будет реализована, террористы включили «в список» на уничтожение адъютанта Киевского жандармского управления барона Гейкинга.
«На первый взгляд это покажется странным: не раз „барон” предупреждал об обысках, не раз скрывал от прокурорских глаз найденные запрещенные книги. Однако дело объясняется просто. Из… следствия по Чигиринскому делу стало ясно, что Гейкинг — либерал лишь по отношению к таким безобидным фрондерам, как украинофилы, лавристы (сторонники П. Лаврова и члены революционного народнического кружка в 1870-х годах) и проч. Но не то вышло, когда попались крупные птицы. Гейкинг знал очень многих из тогдашних деятелей, знал, чего и от кого можно ожидать, и обыски и допросы производились с таким знанием текущих революционных дел, что стало ясно, как опасен будет при серьезном обороте дел этот „либерал”».
Знаменитый террорист, впоследствии монархист, Лев Тихомиров характеризует барона и мотивы его убийства несколько по-иному:
«Убийство Гейкинга было большой мерзостью. Этот Гейкинг совершенно никакого зла революционерам не делал. Он относился к своей службе совершенно формально, без всякого особого усердия, а политическим арестованным делал всякие льготы. Его „политические“ вообще любили, и Гейкинг считал себя безусловно в безопасности. Но именно потому, что он не берегся, его и порешили убить… Но ничего нет легче, как убить Гейкинга, который всем известен в лицо и ходит по улицам не остерегаясь».